# Pervanadila

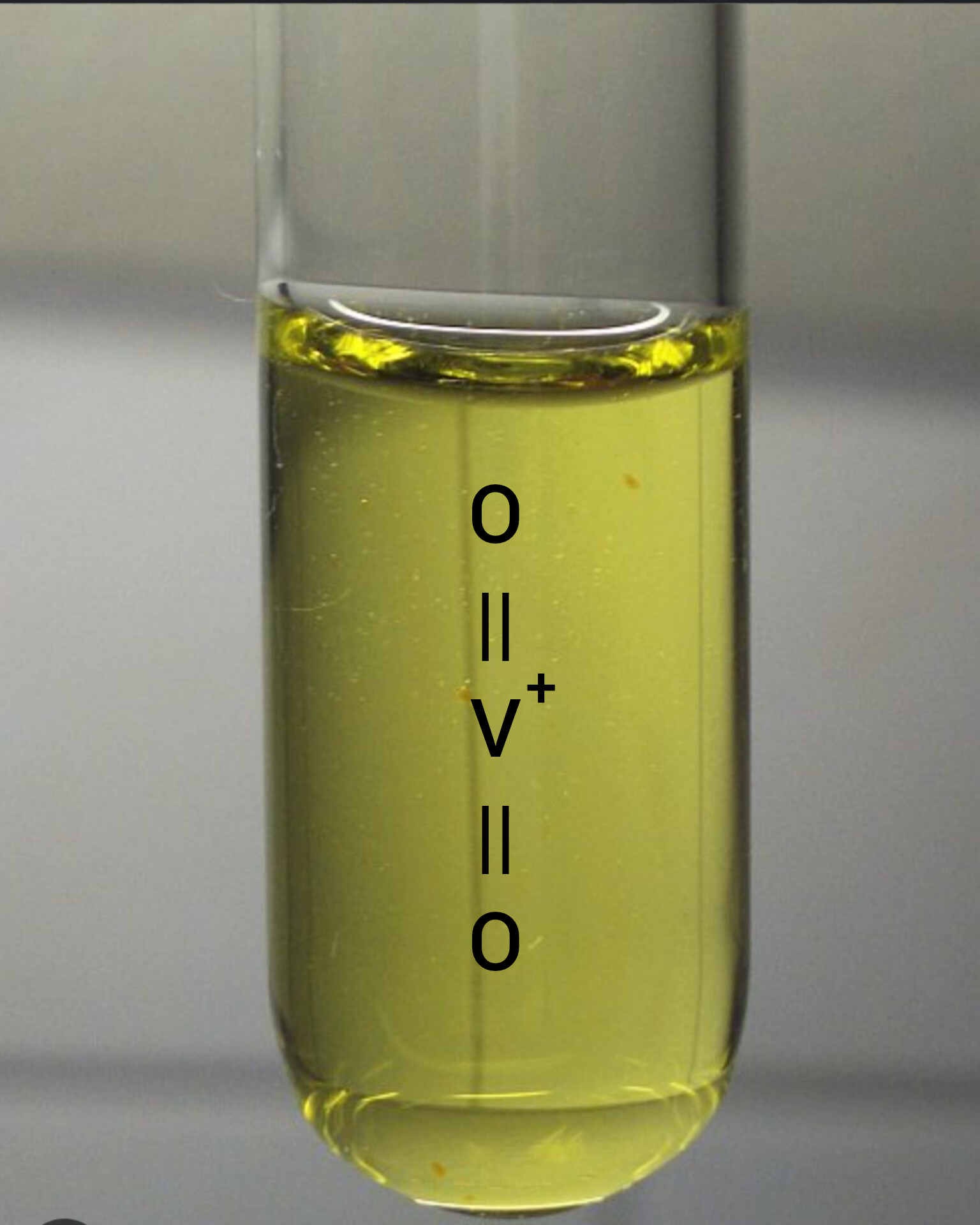
Solução contendo o íon pervanadila e sua estrutura

O íon pervanadila ou pervanadil (nome IUPAC: dioxovanádio (V)) é o cátion de fórmula química VO+
2
. Trata-se de um oxicátion do elemento vanádio em seu estado de oxidação mais elevado e característico, +5. O íon pervanadila possui uma cor amarela pálida e está presente em soluções aquosas em um pH entre 0 e 2. É formado quando o pentóxido de vanádio (óxido de vanádio (V), V
2O
5
) é dissolvido em soluções ácidas. Em soluções aquosas, na ausência de outros agentes complexantes, ele existe na forma do aquocomplexo [VO
2(H
2O)
4]+
.

## Características, Síntese e Reações
O íon pervanadila em solução aquosa encontra-se ligado a quatro moléculas de água formando um complexo octaédrico hidratado. Ele é a forma catiônica do vanádio pentavalente em solução, uma vez que o íon livre V5+
 não pode existir em soluções aquosas, sofrendo imediatamente hidrólise para formar o oxo-íon pervanadila. Os dois oxigênios ligam-se ao átomo de vanádio central no mesmo plano do complexo octaédrico, portanto, adotando uma configuração cis.
O íon pervanadila se forma quando o pentóxido de vanádio, um óxido anfótero, reage com ácidos em meio aquoso:
V
2O
5
 + 2HNO
3
 —> 2VO+
2NO–
3 + H
2O

Também é formado quando um sal de vanadato é dissolvido em ácido concentrado:
Na
3VO
4
 + 4HCl  →  VO
2Cl + 3NaCl + 2H
2O
O íon pervanadila é um agente oxidante, sofrendo facilmente redução de um elétron para o cátion vanadila, VO2+
, o qual contém vanádio no estado de oxidação +4. Esta reação é marcada por uma dramática mudança de cor do amarelo do íon VO+
2
 para o azul-escuro do íon VO2+
. O potencial de redução padrão deste par VO+
2 / VO2+
 é +1,00 V.
VO+
2 + 2H+ + e–
  →  VO2+ + H
2O
Em pH acima de 2, o cátion pervanadila sofre hidrólise com precipitação de "ácido vanádico" (V
2O
5
 hidratado) como um precipitado marrom-laranja:
2VO+
2
 + 2H
2O
 —> V
2O
5•H
2O
 + 2H+

Em pH fortemente básico, os sais de pervanadila são convertidos no ânion vanadato incolor:
VO+
2 + 4OH– —> VO3–
4 + 2H
2O
Quando em um meio básico mais fraco (pH em torno de 8), os sais de pervanadila amarelos são convertidos em vários ânions polioxometalatos complexos de vanádio, entre os quais predomina o ânion decavanadato ([V
10O
28]6–
), um íon de cor laranja intensa:
10VO+
2 + 16OH– —> [V
10O
28]6– + 8H
2O
Essa reação acontece, por exemplo, quando os sais de vanadila são tratados com solução aquosa de amônia (hidróxido de amônio, NH
4OH
).
Quando uma solução fortemente ácida de sal de pervanadila é tratada com zinco metálico, ocorrerá a redução gradual do elemento vanádio do seu estado de oxidação +5 para o +4, depois para o +3 até finalmente o estado +2. Essa sequência de reações é acompanhada por uma série de mudanças de cores conforme a reação prossegue:
VO+
2
(amarelo) + 2H+ + e–

 —> VO2+
(azul) + H
2O

VO2+
(azul) + 2H+ + e–

 —> V3+
(verde) + H
2O

V3+
(verde) + e–

 —> V2+
(violeta)

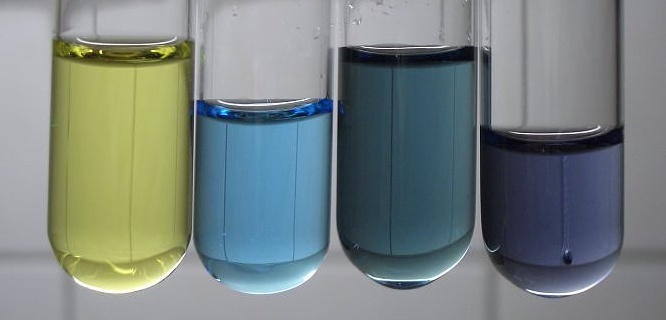
Da esquerda para a direita: VO2+, VO(2+), V(3+), e V(2+) em solução aquosa.

Esta é uma sequência de reações muito empregada em demonstrações de Química.
Em meio acido e na presença de peróxido de hidrogênio, o íon pervanadil hidratado amarelo pálido reage para formar um peroxocomplexo vermelho-alaranjado intenso. Esta reação é um teste comum para testar a presença de vanádio em analises químicas.
[VO
2(H
2O)
4]+
 + H
2O
2
 —> [VO(O
2)(H
2O)
3]+
 + 2H
2O

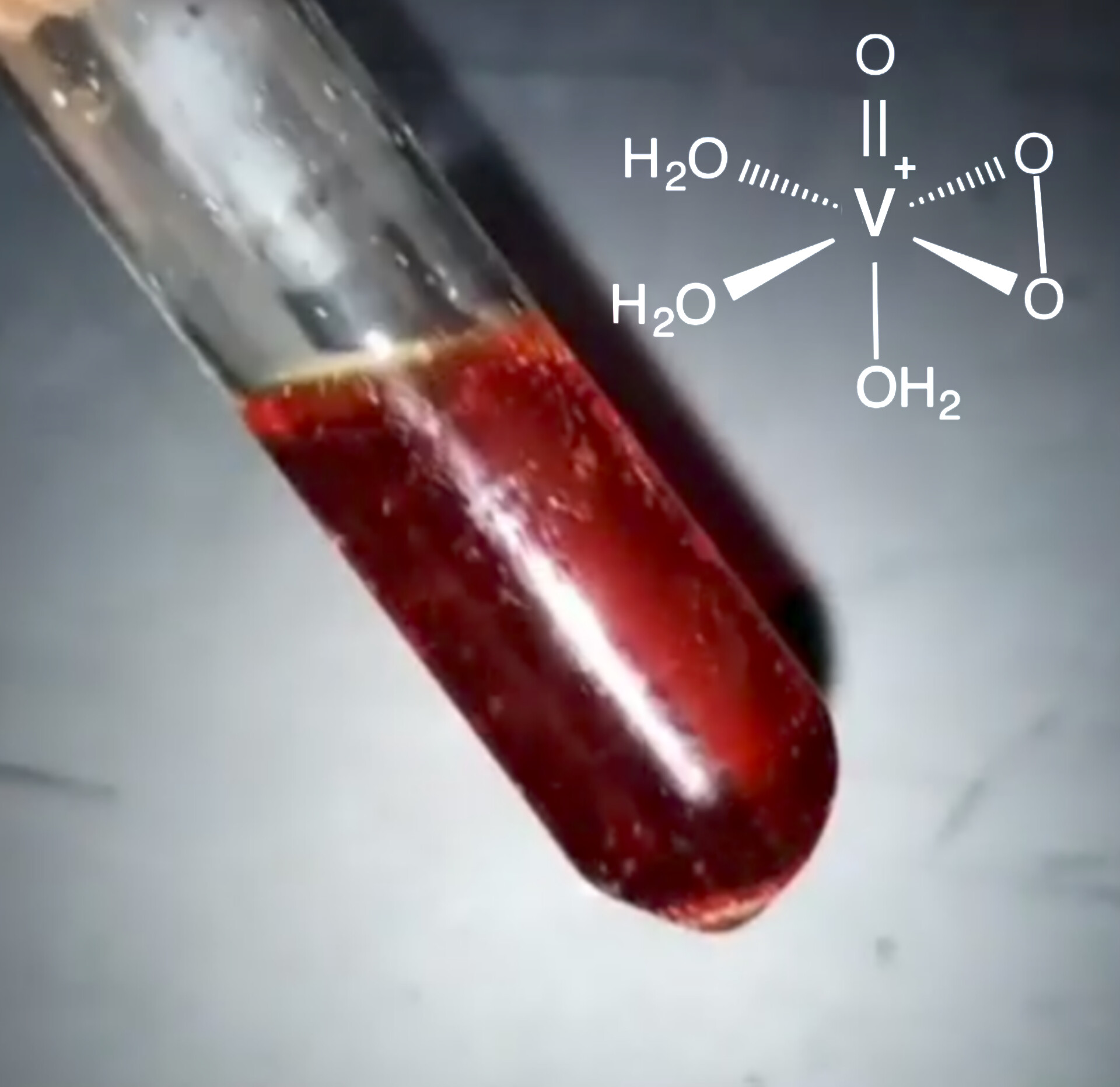
Solução do complexo triaquo(peroxo)oxovanádio(V) e sua estrutura molecular.

Quando uma solução de pervanadila é tratada com H
2O
2
 em meio básico, ocorre a formação de um complexo diferente de cor amarela intensa, o complexo aniônico tetraperoxovanadato:
[VO
2(H
2O)
4]+ + 4H
2O
2 + 4OH– —> [V(O
2)
4]3– + 10H
2O

## Complexos

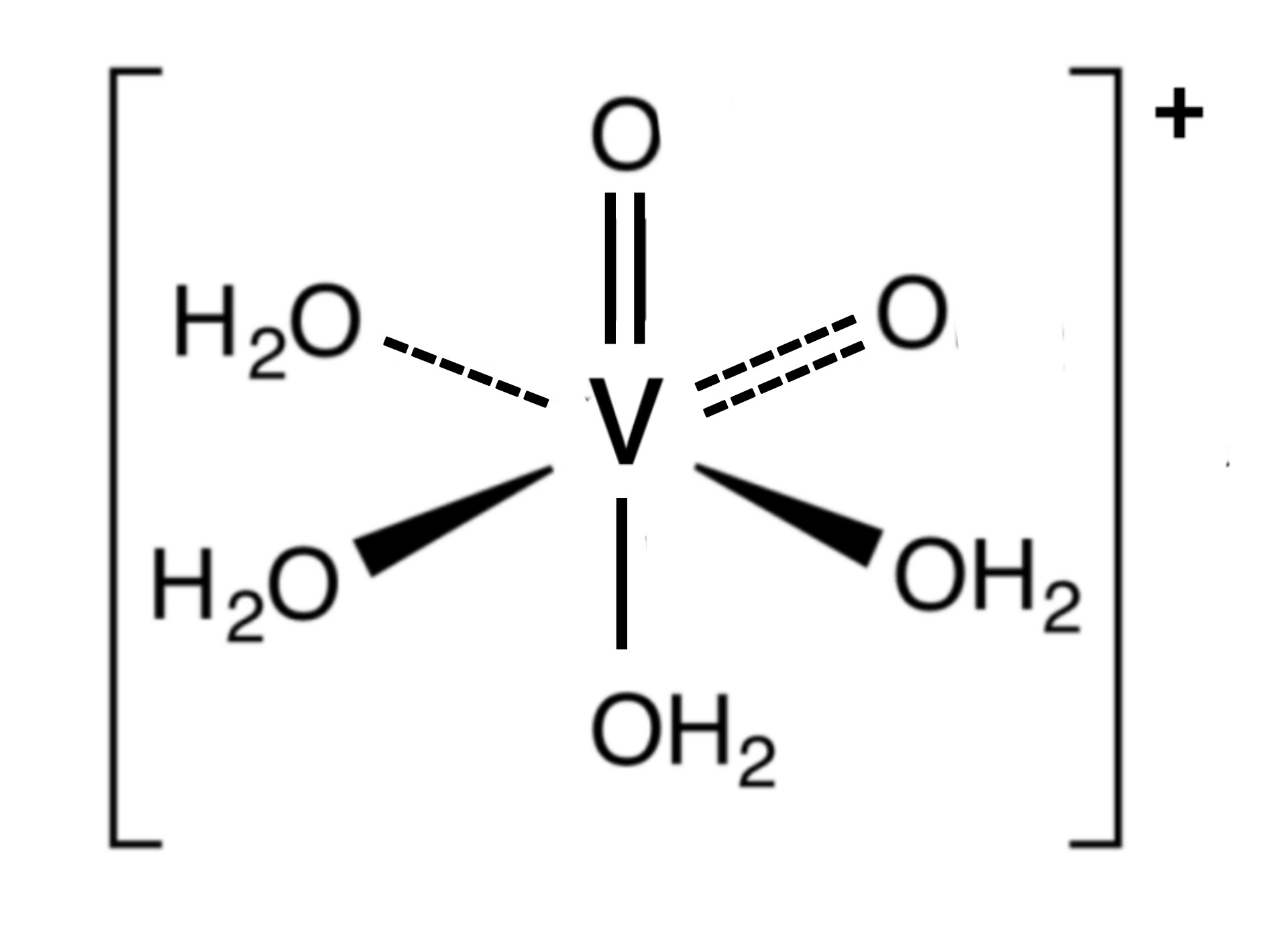
Complexo tetraaquodioxovanádio (V), a forma predominante do íon pervanadil em solução aquosa em pH entre 0 e 2.

O oxo-íon pervanadil possui uma extensa química de coordenação, formando variados complexos, os quais apresentam geralmente a fórmula [VO
2L
4]+
, em que L é um ligante. A coordenação do átomo de vanádio é octaédrica, com os dois átomos de oxigênio ocupando as posições cis, no mesmo plano. Ele também forma vários quelatos, como por exemplo complexos com aminoácidos tais como a glicina:
[VO
2(H
2O)
4]+ + 2H
2NCH
2CO
2H + 2OH–  →  [VO
2(H
2NCH
2CO
2)
2]– + 6H
2O

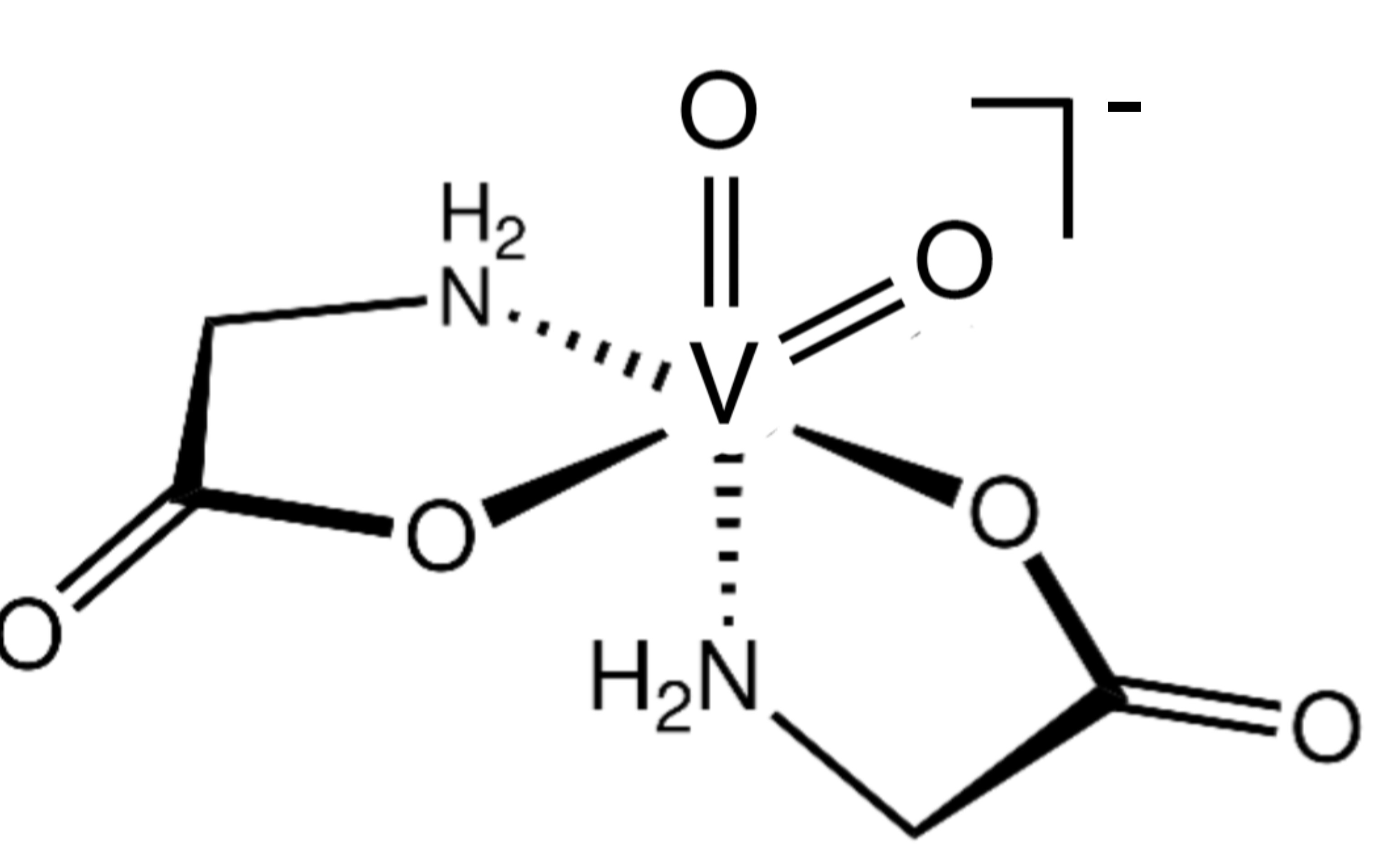
Complexo Bis(glicinato)dioxovanadato(V), um quelato formado na reação de complexação entre o cátion pervanadila e o aminoácido glicina.

Esses complexos geralmente possuem cor amarela ou laranja e também podem ser facilmente reduzidos para os complexos de vanadila azuis ou esverdeados:
[VO
2(H
2NCH
2CO
2)
2]– + e–
 + 2H+
  →  [VO(H
2NCH
2CO
2)
2] + H
2O